# Porqueres
Porqueres – gmina w Hiszpanii, w prowincji Girona, w Katalonii, o powierzchni 33,71 km². W 2011 roku gmina liczyła 4491 mieszkańców.